# Pentan-1-ol
Le pentan-1-ol est un alcool primaire.